# Літературна премія імені Івана Антоновича Єфремова
Літературна премія імені Іва́на Анто́новича Єфре́мова — російська премія за фантастичну літературу, заснована міжнародною Радою з фантастичної і пригодницької літератури і Спілкою письменників Росії у 2003 році. Присуджується щорічно, за винятком тих років, коли жоден кандидат не набирає мінімуму балів від журі.
Слід відрізняти цю премію від однойменної премії за внесок у розвиток російської (і раніше радянської) фантастики взагалі.

## Вручення

### Участь і нагородження
Подання на здобуття премії відбувається у вільній формі державними органами, редакціями літературних, суспільно-політичних і науково-популярних газет і журналів, видавництвами, творчими спілками, членами Ради з фантастичної і пригодницької літератури, благодійними та іншими громадськими організаціями країн СНД і далекого зарубіжжя. Спочатку приймалися твори, опубліковані російською мовою впродовж попереднього року. З 2011 приймаються написані впродовж двох попередніх.
Рішення про присудження Літературної премії імені Івана Єфремова приймається загальними вільним голосуванням членів Ради з фантастичної і пригодницької літератури. У 2004—2010 роках була встановлена норма голосування — 50 % членів Ради (потім в зв'язку з тим, що чисельність Ради значно зросла, і з'явилися секції науково-популярної, героїко-пригодницької, військової літератури і Асоціація дослідників фантастики) норма була знижена до 25 %. Списки тих, хто проголосував, оприлюднюються. Результати загального голосування затверджуються Президією Ради та Секретаріатом Правління Союзу письменників Росії. Кількість премій, що присуджуються за підсумками того чи іншого року, не регламентується у всіх номінаціях. Премія в номінації «За видатний внесок у розвиток вітчизняної фантастичної літератури» присуджується особам, які мають при голосуванні 50 % плюс 1 голос тих, хто голосував. Твори, номіновані на здобуття премії, оцінюються за 10-бальною системою. Премії удостоюються твори, які набрали понад 8 балів.
Рішення про присудження приймається щорічно. У разі якщо жодний твір чи особа не набирають необхідних балів, вручення премії не відбувається.
При присудженні нагороди вручається Лауреатський знак (нагрудна медаль з каменю симбірциту з бронзовою накладкою) із профілем Івана Єфремова. Для кожної категорії визначений свій колір стрічки знака і диплом встановленого зразка.

### Номінації
За видатний внесок у розвиток вітчизняної фантастичної літератури. Нагороду в цій номінації можна отримати один раз в житті. Стрічка медалі червона. Номінація ділиться на дві категорії: а) письменники, критики, літературознавці, перекладачі, організатори літературного процесу. Вручається регулярно;
б) видавці, меценати. Вручається з 2008 року.
За видатний літературно-художній твір. Нагорода може присуджуватися тому ж письменнику неодноразово. Стрічка медалі зелена. Початково, у 2004—2005 роках, вручалася за роман, повість, оповідання (цикл оповідань). Впродовж 2006—2010 років — без поділу за жанрами. У наступні роки номінація поділилася на: а) в області наукової фантастики;
б) в області пригодницької фантастики;
в) в області соціальної фантастики.
Початково, у 2004—2005 роках, приймалися твори, опубліковані російською мовою впродовж року, що передує року нагородження, з 2011 — впродовж двох років, що передують року нагородження.
За літературознавчі та критичні роботи. Може вручатися неодноразово. Стрічка медалі бордова.
За досягнення в галузі художнього перекладу. Номінація фактично існує з 2008 року. Нагорода може вручатись неодноразово. Стрічка медалі темно-синя.

## Лауреати
2004
- За видатний внесок у розвиток вітчизняної фантастичної літератури: Євгеній Гуляковський, Володимир Дмитрович Михайлов
- За видатний літературно-художній твір: Святослав Логінов «Свет в окошке» (роман), Євгеній Лукін «Чушь собачья» (повість), Людмила Козинець «Таима» (оповідання)
- За літературознавчі та критичні роботи: Кир Буличов «Падчерица эпохи»

2005
- За видатний внесок у розвиток вітчизняної фантастичної літератури: Євгеній Войскунський, Сергій Павлов
- За видатний літературно-художній твір: Сергій Булига «Чужая корона» (роман), Геннадій Прашкевич «Подкидыш ада» (повість), Далія Трускіновська «Перешейцы» (оповідання)

2006-2007
Премія не присуджувалася
2008
- За видатний внесок у розвиток вітчизняної фантастичної літератури: Віталій Піщенко, Анатолій Морозов
- За літературознавчі та критичні роботи: Геннадій Прашкевич  «Красный сфинкс. История русской фантастики от В. Ф. Одоевского до Бориса Штерна»
- За досягнення в галузі художнього перекладу: Володимир Баканов

2009
- За видатний внесок у розвиток вітчизняної фантастичної літератури: Павло Амнуель, Андрій Балабуха
- За видатний літературно-художній твір: Андрій Саломатов за твори для дітей і підлітків опубліковані впродовж 1989—2008 років, Євгеній Лукін «С нами бот» (повість), «Лечиться будем» (повість)
- За літературознавчі та критичні роботи: Олена Ковтун «Художественный вымысел в литературе ХХ века», Антон Первушин «10 мифов о советской фантастике»
- За досягнення в галузі художнього перекладу: Катерина Доброхотова-Майкова — за серію перекладів творів Н. Стівенсона і працю з молодими перекладачами

2010
- За видатний внесок у розвиток вітчизняної фантастичної літератури: Сергій Сухінов
- За літературознавчі та критичні роботи: Ленська Тетяна Сергіївна — за підготовку до видання мемуарів С. А. Снєгова «Книга бытия»

2011
- За видатний внесок у розвиток вітчизняної фантастичної літератури: Леонід Панасенко
- За видатний літературно-художній твір: Олександр Сілецький «Дети, играющие в прятки на траве» (наукова фантастика, роман), Віталій Піщенко, Михайло Шалаєв «Абордажники» (пригодницька фантастика, роман)

2012
Премія не присуджувалася
2013
- За видатний літературно-художній твір: Дмитро Федотов «Аберрация» (наукова фантастика, роман)

2014
Лауреатів оголосили в 2015
- За видатний внесок у розвиток вітчизняної фантастичної літератури: Євгеній Філенко

2015
Лауреатів оголосили в 2016
- За видатний внесок у розвиток вітчизняної фантастичної літератури: Святослав Логінов, Євгеній Лукін
- За досягнення в галузі художнього перекладу: Сергій Легеза — за переклад роману Яцека Дукая «Інші пісні»

2016
- За видатний внесок у розвиток вітчизняної фантастичної літератури: Владислав Крапівін, В'ячеслав Рибаков
- За досягнення в галузі художнього перекладу: Марія Десятова — за переклад творів Конні Вілліс

2017
- За видатний внесок у розвиток вітчизняної фантастичної літератури: Ольга Ларіонова
- За літературознавчі та критичні роботи: Валерій Окулов — за «Пространству поиска нет пределов» (библиографический указатель)

2018
- За видатний внесок у розвиток вітчизняної фантастичної літератури: Віталій Забірко, Далія Трускіновська
- За досягнення в галузі художнього перекладу: Кирило Савельєв

2019
- За видатний внесок у розвиток вітчизняної фантастичної літератури: Сергій Казанцев, Леонід Кудрявцев
- За видатний літературно-художній твір: Олег Дивов «Чужая Земля» (роман)
- За літературознавчі та критичні роботи: Андрій Щупов — за «Владислав Крапивин»

2020
- За видатний внесок у розвиток вітчизняної фантастичної літератури: Микола Романецький

2021
- За видатний внесок у розвиток вітчизняної фантастичної літератури: Олександр Бушков
- За літературознавчі та критичні роботи: Микола Романецький — за «Полдень: от рождения до возрождения. Воспоминания», Анвар Сабітов «Сказание о Завгаре: О фантастической судьбе реального гражданина Вселенной», Євген Харитонов «Апокрифы Зазеркалья (Этюды о фантастике)».
- За досягнення в галузі художнього перекладу: Дарья Целовальникова

2022
- За видатний внесок у розвиток вітчизняної фантастичної літератури: Андрій Лазарчук
- За літературознавчі та критичні роботи: Леонід Смірнов — за «Библиография отечественной фантастики, изданной на русском языке в Российской империи и Советском Союзе с 1759 по 1991 год.

2023
- За видатний внесок у розвиток вітчизняної фантастичної літератури: Олександр Громов
- За літературознавчі та критичні роботи: Андрій Щербаков-Жуков
- За досягнення в галузі художнього перекладу:  Катерина Романова